# قسم سيلاخور الريفي (مقاطعة دورود)
قسم سيلاخور الريفي (بالفارسية: دهستان سیلاخور) هي منطقة ريفية تقع في ناحية سيلاخور (مقاطعة دورود) في إيران. يقدر عدد سكانها بـ 5,514 نسمة .